# TCDD Taşımacılık
TCDD Taşımacılık (Залізничний ідентифікатор: TCDDT) — державна залізнична компанія, що відповідає за експлуатацію більшості пасажирських і вантажних залізничних перевезень на території Турецької Республіки. Компанія була заснована 14 червня 2016 року, відокремившись від корпорації Турецька залізниця (TCDD), щоб взяти на себе більшу частину залізничних операції та функцій, а сама TCDD буде продовжувати керувати залізничною інфраструктурою країни. Компанія офіційно почала свою діяльність 1 січня 2017 року.
TCDD Taşımacılık є акціонерним товариством, але при цьому — 100% її акцій належать уряду Турецької Республіки. Компанія займається обслуговуванням національних і міжнародних залізничних мереж, а також пасажирськими та вантажними перевезеннями. Вона відповідає за всі логістичні операції, швидкісні, звичайні та регіональні поїзди, за їх технічне обслуговування, а також за базовий і капітальний ремонт залізничних транспортних засобів. Станом на 2018 рік TCDD Taşımacılık володіє мережею залізниць протяжністю 12 803 км на території Турецької Республіки та за її межами.
Управління компанією розділене на кілька центральних і регіональних структур. Головний офіс розташований в столиці Турецької Республіки — Анкарі та має 15 додаткових департаментів. Всього в управліннях компанії по всій країні працює понад 9500 осіб.

## Пасажирські операції
TCDD Taşımacılık обслуговує і надає послуги з пасажирських залізничних перевезень по більшій частині території Туреччини. Всього компанія експлуатує п'ять типів пасажирських залізничних перевезень:
- Високошвидкісна лінія (Yüksek Hızlı Tren) — є основною і головною частиною залізничного сполучення TCDD Taşımacılık.
- Головна лінія (Anahat) — міжміське пасажирське залізничне сполучення.
- Регіональна лінія (Bölgesel) — регіональний залізничний транспорт, який поєднує великі міста з прилеглими містечками, селами та селищами.
- Приміська лінія (Banliyö) — внутрішньоміське залізничне сполучення.
- Міжнародна лінія (Uluslararası) — закордонна залізнична лінія, що з'єднує Туреччину з країнами сусідами.

### Високошвидкісна лінія
Високошвидкісна залізниця Турецької Республіки запрацювала 13 березня 2009 року, а першим рейсом став маршрут між Анкарою та Ескішехіром.
Високошвидкісне залізничне сполучення — головне залізничне сполучення компанії TCDD Taşımacılık, нині вона експлуатує чотири маршрути між містами Стамбул, Анкара, Ескішехір і Конья, уздовж швидкісних залізниць Анкара-Стамбул і Полатли-Конья.
Всі високошвидкісні поїзди компанії маркуються «Yüksek Hızlı Tren» або просто «YHT» і в середньому пересуваються зі швидкістю до 300 км/год.
Основним хабом, або логістичним центром високошвидкісних поїздів YHT є залізничний вокзал Анкари. Одночасно там можуть знаходитися до 12 високошвидкісних потягів.

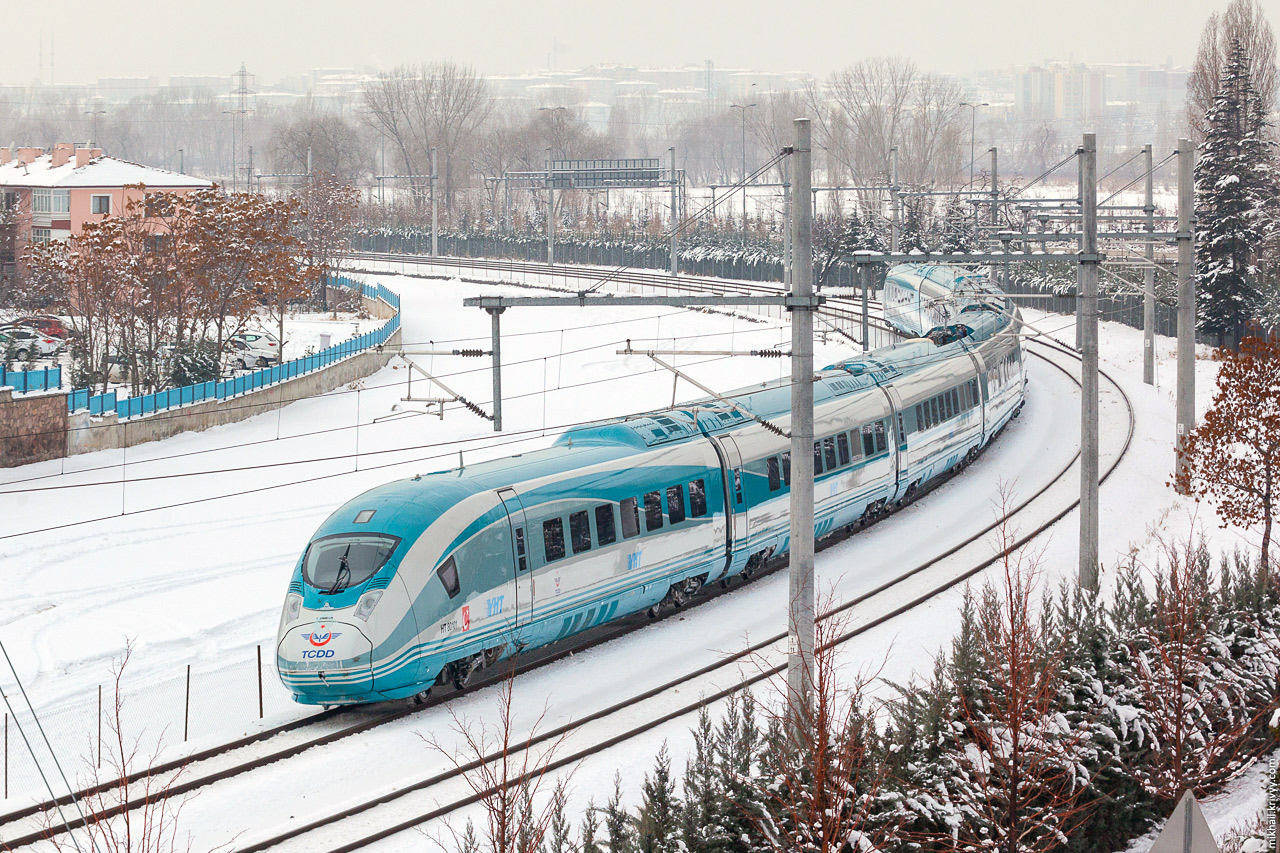
Високошвидкісний поїзд в Анкарі.

### Головна лінія (міжміська)
Міжміські залізничні перевезення — мережа міжміських залізничних магістралей, які курсують між великими містами Турецької Республіки. До недавнього часу вони були основним типом залізничних поїздів, проте, їх місце поступово займають сучасні високошвидкісні поїзди. Вони також працюють на більш високих швидкостях, ніж регіональні та приміські поїзди, на певних ділянках міжміські поїзди можуть розвивати швидкість до 140 км/год.
Міжміські поїзди зазвичай оснащуються вагонами з кондиціонером TVS2000, які, до того ж, є найпоширенішими вагонами у Туреччині. Нічні магістральні поїзди складаються зі спальних вагонів і вагонів-ресторанів, в той час як в деяких потягах на додаток встановлюються ще й вагони-купе.

### Регіональна лінія
Регіональне залізничне сполучення — пов'язує великі міста з сусідніми містечками, селами, селищами та іншими містами Турецької Республіки. Ці поїзди є найбільш повільними у залізничній транспортної системи Туреччини, через те, що роблять часті зупинки на своєму шляху. Всі регіональні залізничні потяги працюють в межах свого регіонального центру.
Найбільш частий регіональний залізничний маршрут пролягає між Аданою і Мерсіном і включає 27 щоденних поїздів в кожному напрямку.

Потяги регіональної лінії в основному пересуваються за допомогою дизельних або електричних двигунів, однак, деякі поїзди до сих пір пересуваються за допомогою локомотивів. Потяги з локомотивом складаються з вагонів TVS2000 або застарілих вагонів Pullman. Регіональні поїзди відчувають нестачу в будь-яких бортових послугах, за винятком бортового харчування на більшості поїздів.

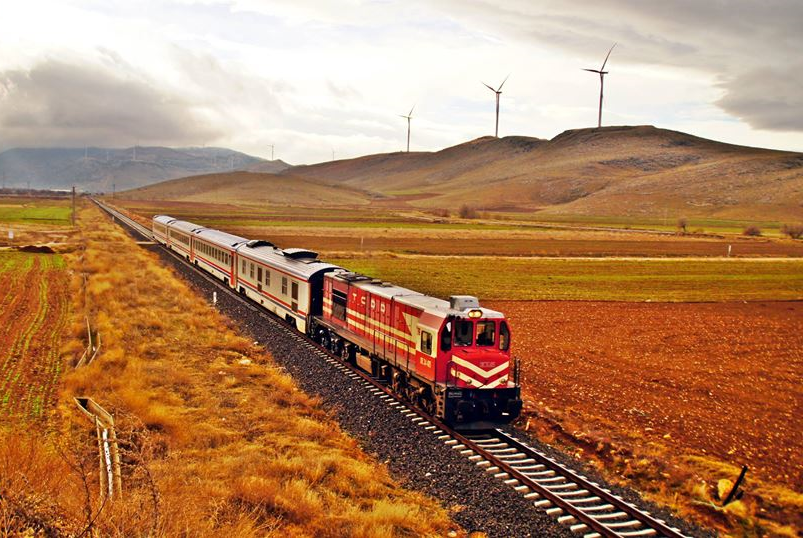
Регіональний поїзд проходить через сільську провінцію Афьон.

Вагони DMU000 і DM30000 є стандартними для багатьох регіональних маршрутів, в основному вони курсують на південь від Ізміру.

### Приміська лінія
Приміське залізничне сполучення — об'єднує різні райони та регіони великих міст. В цей час в основному представлені в Стамбулі, Анкарі, Газіантепі та Гебзі. Крім того, присутня також залізнична мережа Мармарай в Стамбулі, яка забезпечує транскордонне залізничне сполучення між Босфором. Всього мережа приміьских залізниць має протяжність 76.6 км. Повністю введена в експлуатацію у 2019 році.
Всі приміські залізничні перевезення працюють за своїм власним маршрутом, аналогічного деяким системам швидкісної залізниці в деяких європейських країнах, і повністю інтегровані з системою мережі громадського транспортну своїх міст, завдяки чому істотно зменшують навантаження на транспортну інфраструктуру. 
Єдиною залізницею в Туреччині, яка не керується компанією TCDD Taşımacılık, є компанія İZBAN — мережа найбільших приміських залізниць.

### Міжнародна лінія

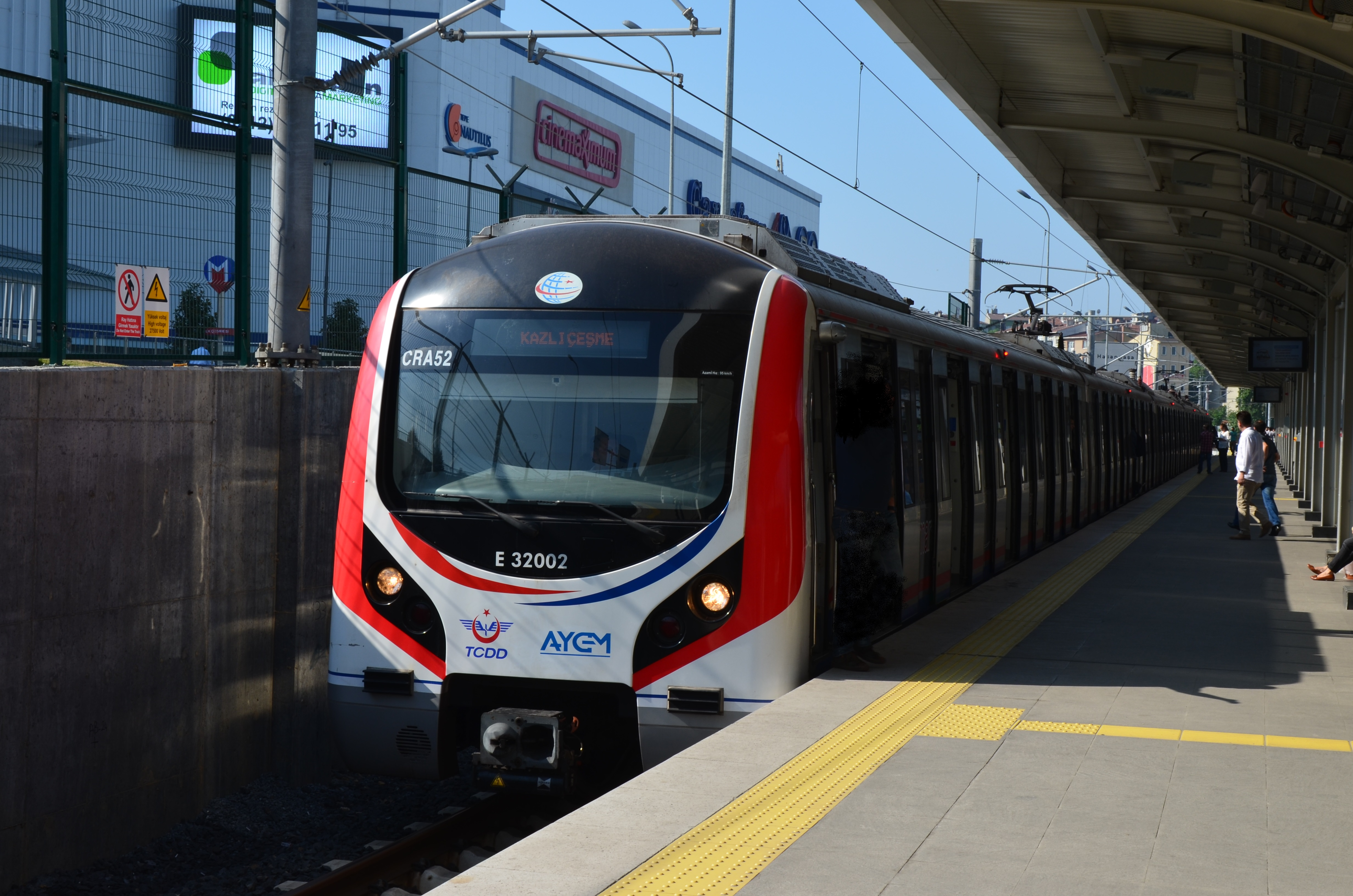
Високошвидкісний поїзд Мармарай прибуває на станцію

Міжнародне залізничне сполучення — об'єднує великі міста Туреччини з великими містами сусідніх країн. Зараз TCDD Taşımacılık управляє трьома міжнародними залізничними лініями — поїздами зі Стамбула в Софію і Бухарест і поїздом з Карса в Баку. Раніше, також існував поїзд курсує за маршрутом Стамбул-Салоніки, проте, через економічну кризу 2011 року в Греції він, разом із всіма закордонними поїздами Греції був скасований.
Раніше планувалася спорудження міжнародної залізничної лінії на Близький Схід, однак через нестабільну ситуації на території Іраку і Сирії ці плани були згорнуті на невизначений термін.

## Вантажні операції
Крім пасажирських перевезень компанія TCDD Taşımacılık також активно займається вантажними перевезеннями. Компанія займається транспортуванням вантажів як усередині Туреччини, так і за її межами.

## Рухомий склад
Весь рухомий склад компанії TCDD Taşımacılık був отриманий у спадок від державної компанії Турецька залізниця після поділу обов'язків і функцій 28 грудня 2016 року, коли була створена нова компанія. В цілому, на 2016 рік TCDD Taşımacılık володіє 125 електровозами, 543 тепловозами, 19 високошвидкісними поїздами, 49 електропоїздами, 64 дизельними поїздами, 872 легковими та 19 870 вантажними вагонами.

### Використовувані поїзди

#### Локомотиви
| Модель  | Зображення | Номер       | Побудований | Побудовано | Тип             | Потужність          | Виробник               |
| ------- | ---------- | ----------- | ----------- | ---------- | --------------- | ------------------- | ---------------------- |
| DE24000 |            | 24001-24418 | 1970–1984   | 418        | Тепловоз        | 2160 к.с (1600 кВт) | TÜLOMSAŞ               |
| DE18100 |            | 18101-18120 | 1978        | 20         | Тепловоз        | 1800 к.с (1320 кВт) | MTE                    |
| DE22000 |            | 22001-22086 | 1985–1989   | 86         | Тепловоз        | 2000 к.с (1470 кВт) | TÜLOMSAŞ               |
| E43000  |            | 43001-43045 | 1987        | 45         | Електровоз      | 4260 к.с (3180 кВт) | TÜLOMSAŞ Toshiba       |
| DE33000 |            | 33001-33089 | 2003–2004   | 89         | Тепловоз        | 3000 к.с (2220 кВт) | TÜLOMSAŞ               |
| E68000  |            | 68001-68080 | 2013–       | 80         | Електровоз      | 6800 к.с (5000 кВт) | Hyundai Rotem TÜLOMSAŞ |
| DE36000 |            | 36001-36020 | 2013–       | 20         | Електровоз      | 3600 к.с (2680 кВт) | TÜLOMSAŞ               |
| HSL700  |            | N/A         | 2018        | 80         | Електротепловоз | 710 к.с (522 кВт)   | TÜLOMSAŞ               |
| DE11000 |            | 11001-11085 | 1985        | 85         | Тепловоз        | 1065 к.с (780 кВт)  | Krauss-Maffei TÜLOMSAŞ |
| DH7000  |            | 7001–7020   | 1994        | 20         | Електротепловоз | 710 к.с (522 кВт)   | TÜLOMSAŞ               |
| DH9500  |            | 9501–9526   | 1999        | 26         | Електротепловоз | 950 к.с (700 кВт)   | TÜLOMSAŞ               |
| E1000   |            | 1000        | 2015–       | 1          | Електровоз      | 1360 к.с (1000 кВт) | TÜBİTAK MAM TÜLOMSAŞ   |

#### Поїзди
| Модель  | Зображення | Номер               | Побудований | Побудовано | Тип          | Потужність           | Виробник              |
| ------- | ---------- | ------------------- | ----------- | ---------- | ------------ | -------------------- | --------------------- |
| DM15000 |            | 15001-15012         | 2008        | 12         | Дизель-поїзд | 883 к.с (650 кВт)    | Hyundai Rotem EUROTEM |
| HT65000 |            | 65001-65012         | 2007-2010   | 12         | Електропоїзд | 6526 к.с (4800 кВт)  | CAF                   |
| E23000  |            | 23001-23033         | 2009–       | 33         | Електропоїзд | 3127 к.с (2300 кВт)  | Hyundai Rotem         |
| E32000  |            | 32001-32054         | 2011–       | 88         | Електропоїзд | 3260 к.с (2400 кВт)  | Hyundai Rotem TÜVASAŞ |
| HT80000 |            | 80001 & 80101-80106 | 2013–2016   | 16         | Електропоїзд | 10876 к.с (8000 кВт) | Siemens               |

#### Дрезини
| Модель | Зображення | Серійний номер | Побудований | Кількість побудованих (2016) | Потужність        | Тип     | Виробник |
| ------ | ---------- | -------------- | ----------- | ---------------------------- | ----------------- | ------- | -------- |
| MT5700 |            | 5701-5730      | 1993        | 30                           | 571 к.с (420 кВт) | Дрезина | Fiat     |

#### Вагони
| Модель         | Зображення | Побудований | Призначення                        | Виробник |
| -------------- | ---------- | ----------- | ---------------------------------- | -------- |
| Regional Fleet |            | 1972        | Пасажирський вагон                 | TÜVASAŞ  |
| Pullman Fleet  |            | 1980–1990   | Пасажирський вагон, вагон-ресторан | TÜVASAŞ  |
| TVS2000        |            | 1992        | Пасажирський вагон, вагон-ресторан | TÜVASAŞ  |